# Pontevedra
Pontevedra je město v Galicii na severozápadě Španělska, politické, správní a kulturní středisko provincie Pontevedra, stejnojmenné comarky a oblasti Rías Baixas. K 1. lednu roku 2021 mělo 84 830 obyvatel. Sídlem provincie se Pontevedra stala roku 1833, přestože ji později velikostí výrazně předstihlo sousední Vigo.

## Dějiny

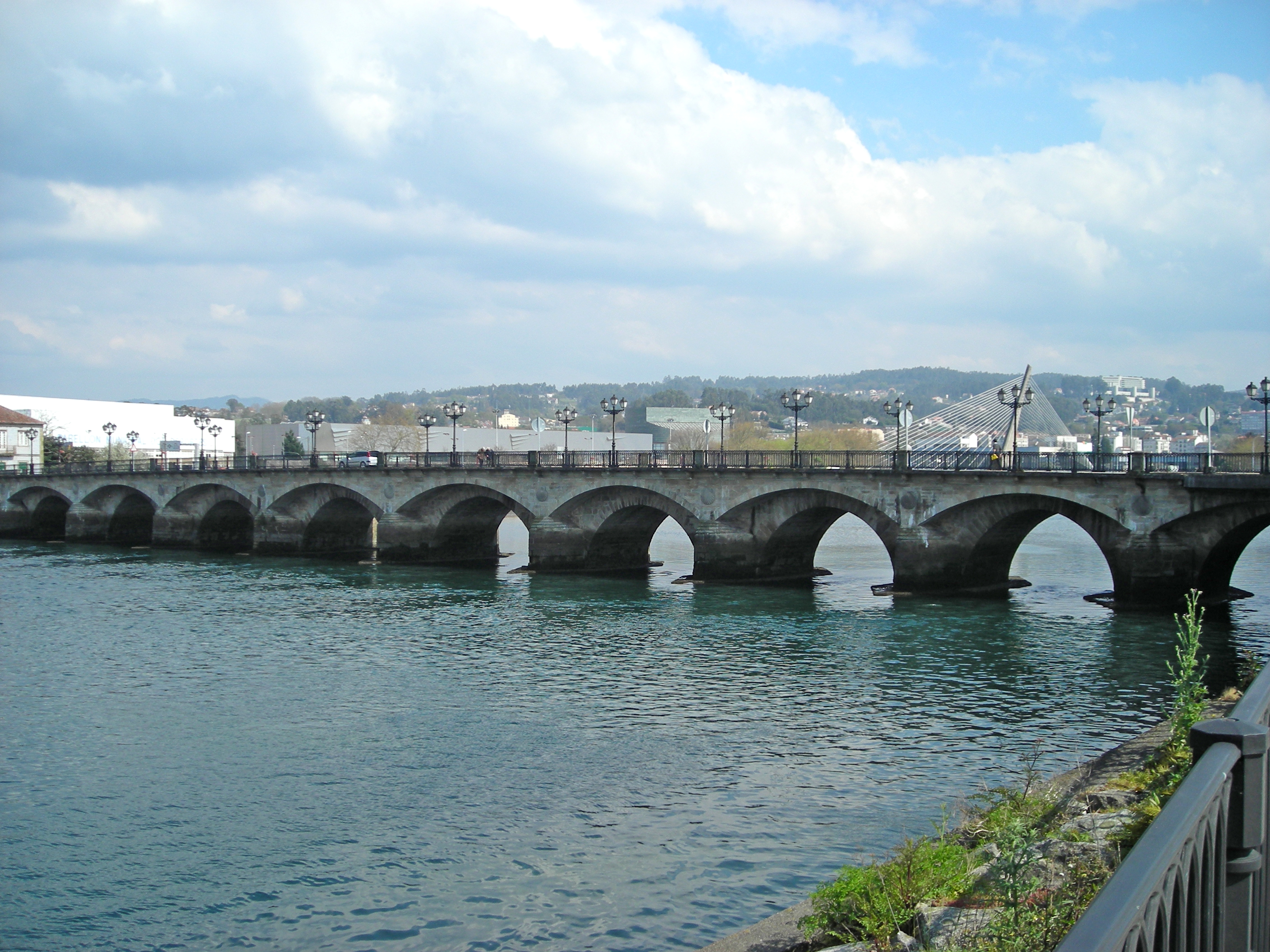
Ponte do Burgo

První osada Keltů je doložena před naším letopočtem. Název města pochází z latinského (Locus)Pontis veteris, v překladu „(místo) starého mostu“, jež odkazuje na původem římský most přes řeku Lérez, jež dělí město přibližně na dvě poloviny. Most zbudovali Římané při své kolonizaci Galicie v 1.–4. století a za vpádu Arabů byl pobořen. Na jeho základech stojí dodnes dochovaný Ponte do Burgo, pocházející zčásti ze 12. století a vícekrát opravovaný. Vzestup města od středověku ovlivnila zejména jeho poloha na Svatojakubské poutní cestě, významný přístav se stavbou lodí, ale také výstavba kostelů a klášterů, zejména františkánů a dominikánů. Byla zde postavena „Santa María“, jedna z námořních lodí Kryštofa Kolumba. Historické centrum města je velmi dobře zachovalé.

## Pamětihodnosti
- poutní kostel Panny Marie poutnice (Iglesia La Peregrína) – barokní chrám centrálního půdorysu s kupolí a dvěma vysokými věžemi je dominantou města
- gotický kostel sv. Dominika s bývalým klášterem
- gotická bazilika sv. Františka s bývalým klášterem a zahradou (nyní městský park)
- trojlodní bazilika Panny Marie (Basilica Santa María le Maior) – impozantní architektura v dekorativním stylu goticko-renesančním, zbudovaná od roku 1532 dvěma architekty, vlámským a španělským, v interiéru bohatá výzdoba, v boční lodi je původní renesanční křídlový oltář (třípatrová archa) s malbami na dřevě. Kostel má papežský statut Basilica maior.
- středověký most

## Kultura a školství
Univerzita byla založena roku 1990, má moderní campus na okraji města.

## Osobnosti
Mezi slavné rodáky Pontevedry patří několik mořeplavců. Nejvýznamnější jsou:
- Pedro Mariño de Lobera (1528–1594), voják conquistador, mořeplavec a kronikář války o království Chile
- Pedro Sarmiento de Gamboa (1532–1592), voják, roku 1567 připlul do Peru, 1568 se zúčastnil se výpravy do Tichomoří, která objevila Šalomounovy ostrovy
- Benito Soto, považovaný za posledního španělského piráta.
- Isabel Barreto (+1612) – první žena – mořeplavkyně a navigátorka
- Alejandro Muñiz Ruiz (1991) - mezinárodní fotbalový rozhodčí v LaLize

## Doprava
Městská a meziměstská doprava je převážně autobusová. Pontevedra je napojena na dálnici spojující Vigo se Santiagem a Coruñou; po stejné trase jezdí železniční spoje R-598.